# Цызыревы
Цызыревы (Цызоревы) — древний дворянский род.
Предки рода жалованы поместьями (1624)
Род записан в VI часть родословных книг Тверской и Смоленской губерний.

## Описание гербов

#### Герб Цызыревых 1785 г.
В Гербовнике Анисима Титовича Князева 1785 года имеется изображение печати с гербом Александра Ильича Цызырева: в серебряном поле щита, имеющим круглую форму,  изображена серая подкова, шипами вниз (польский герб Подкова). В вверху, влево, выходящая из облака рука в чёрных латах с мечом, остриём вверх (польский герб Малая Погоня). Щит увенчан коронованным дворянским шлемом с шейным клейнодом. Цветовая гамма намёта не определена. По сторонам от шлема первые буквы АЦ от имени и фамилии гербовладельца.

#### Герб. Часть V. № 79.
Щит разделён на две части, из них в верхней в красном поле горизонтально изображены три шестиугольных золотых звезды (польский герб Гвязды), а в нижней части в серебряном поле подкова, шипами вниз обращённая (польский герб Ястршембец).
На щите дворянский коронованный шлем. Нашлемник: рука в зелёном одеянии, держащая меч. Намёт на щите красный, подложенный золотом.

## Известные представители
- Цызырев Максим Фомин — стольник (1690-1692).
- Цызыревы: Кузьма, Игнатий и Иван Фомины — стряпчие (1692)[3].
- Цызырев Павел Александрович — генерал-майор, кавалер ордена Святого Георгия 3-й степени[1].